# Cándido Conde-Pumpido
Cándido Conde-Pumpido Tourón (La Coruña, 22 de septiembre de 1949) es un jurista español, actual presidente del Tribunal Constitucional desde 2023, órgano del que es magistrado desde 2017. Antes de entrar a formar parte del tribunal de garantías, había sido magistrado del Tribunal Supremo desde 1995. Asimismo, entre abril de 2004 y diciembre de 2011 fue fiscal general del Estado y consejero nato de Estado.
En otros aspectos, ha sido una persona muy activa en el mundo asociativo, llegando a ser presidente de la Asociación Iberoamericana de Ministerios Públicos (2007-2011), presidente de la Red de Fiscales Generales de los Tribunales Supremos de la Unión Europea (2009-2010) y fundador y portavoz de la asociación Jueces para la Democracia. También ha formado parte del entorno académico, siendo profesor de la Universidad del País Vasco, del Colegio Universitario de Segovia y del Centro de Estudios Jurídicos, siendo autor de numerosas publicaciones de derecho penal, civil y procesal. Desde junio de 2019 es miembro del Patronato de la Fundación Pro Real Academia de Jurisprudencia y Legislación.

## Biografía
Nació en La Coruña el 22 de septiembre de 1949. Pertenece a una larga familia de juristas, siendo hijo del fiscal Cándido Conde-Pumpido Ferreiro, que fue teniente fiscal del Tribunal Supremo, y nieto del magistrado Cándido Conde Pumpido, que fue presidente de las Audiencias Territoriales (antecedentes de los actuales Tribunales Superiores de Justicia) de La Coruña, Valladolid y Valencia.
Se licenció en Derecho y en Ciencias Económicas y Empresariales por la Universidad de Santiago de Compostela. En 1974, inició su carrera profesional como juez de Primera Instancia e Instrucción en Puebla de Sanabria (Zamora), continuándola en 1976 como juez de Carballino (Orense).
En febrero de 1981, fue destinado a San Sebastián como magistrado de la Audiencia Provincial de Guipúzcoa, ciudad en la que permaneció hasta diciembre de 1985. En esa fecha, el Consejo General del Poder Judicial (CGPJ) le nombró presidente de la Audiencia Provincial de Segovia, cargo en el que fue renovado en 1991.
En 1995, fue ascendido a la categoría de Magistrado del Tribunal Supremo, siendo destinado a la Sala Segunda del Tribunal Supremo, máximo órgano jurisdiccional en materia penal, siendo, con 45 años, el magistrado más joven nombrado para este alto Tribunal.
El 23 de abril de 2004 fue nombrado fiscal general del Estado, cargo en el que permaneció hasta diciembre de 2011, siendo el fiscal general que más tiempo ha ocupado el cargo desde la aprobación de la Constitución de 1978. En calidad de fiscal general, también fue miembro nato del Consejo de Estado desde mayo del año 2004 a diciembre de 2011.
Al concluir su mandato regresó a su plaza de magistrado de la Sala Penal del Tribunal Supremo, puesto en el que permaneció desde enero de 2012 a marzo de 2017, fecha en la que fue elegido por el Senado magistrado del Tribunal Constitucional.
Está casado con la magistrada del Tribunal Supremo y vocal del Consejo General del Poder Judicial, Clara Martínez de Careaga, y tiene tres hijos.

### Fundador y portavoz de Jueces para la Democracia
Miembro desde 1974 de Justicia Democrática, organización que agrupó a los magistrados, fiscales y secretarios judiciales partidarios de un sistema democrático durante la dictadura y que se disolvió al aprobarse la Constitución, en 1983 formó parte del grupo de fundadores de la asociación judicial que heredó sus valores, Jueces para la Democracia.
Fue el primer portavoz de esta asociación en el período 1984-1986, repitiendo en el cargo en el bienio 1992-1994. En esta segunda etapa como portavoz se opuso a la reforma de la Ley de Seguridad Ciudadana promovida por el ministro José Luis Corcuera en materia de entrada y registro domiciliario, que más tarde fue anulada parcialmente por el Tribunal Constitucional. Con ocasión de la sentencia del Tribunal Constitucional, Cándido Conde-Pumpido manifestó como portavoz de Jueces para la Democracia: «confío en que este varapalo jurídico induzca al Ministerio del Interior a comprender que el camino de la disminución de las garantías jurídicas ni es legítimo ni es políticamente rentable».

### Actividad como magistrado en el País Vasco
Conde-Pumpido permaneció como magistrado de la Audiencia de Guipúzcoa durante cinco años, desde febrero de 1981 a diciembre de 1985, considerados los «años de plomo» pues fueron los más violentos en el País Vasco por las actuaciones de la banda terrorista ETA y las respuestas de la denominada «guerra sucia» perpetrada por el GAL. Fue allí donde se fogueó como juez en los años duros del terrorismo. Allí coincidió con otros jóvenes jueces que apostaron por la permanencia en la región cuando lo habitual entonces era solicitar el traslado a la primera oportunidad a demarcaciones menos convulsas. Entre sus compañeros de entonces estaban Juan Alberto Belloch, después ministro de Justicia e Interior y posteriormente alcalde de Zaragoza, Joaquín Gímenez, presidente de la Audiencia de Bilbao y más tarde magistrado del Tribunal Supremo, Ángel Juanes, entonces juez de instrucción de San Sebastián, más tarde presidente de la Audiencia Nacional y vicepresidente del Tribunal Supremo y Javier Zaragoza, entonces fiscal de la Audiencia de Guipúzcoa, posteriormente fiscal jefe de la Audiencia Nacional y hoy fiscal de Sala del Tribunal Supremo.
Eran los años del comienzo de la guerra sucia contra ETA en el sur de Francia y Conde-Pumpido fue uno de los primeros jueces que condenó a personajes relacionados con aquellas prácticas, como el comisario Manuel Ballesteros, a propósito del ametrallamiento, el 23 de noviembre de 1980, del bar Hendayais, en el sur de Francia, que produjo tres muertos y nueve heridos, en una sentencia de la que fue ponente dictada en 1985. En junio de 1984 dictó la primera sentencia de la Audiencia Provincial de Vizcaya que condenó por un delito de tortura, poco después de que la competencia por estos delitos pasase de la jurisdicción militar a la ordinaria.
Durante su estancia en San Sebastián fue uno de los fundadores de la Asociación Pro Derechos Humanos en el País Vasco, así como de la Asociación Magistrados Europeos para los Derechos y las Libertades (MEDEL), en ambos casos junto con su compañero el magistrado de Bilbao Juan Alberto Belloch. También ejerció como profesor de Derecho Civil en la Facultad de Derecho de Ibaeta, de la Universidad del País Vasco (UPV-EHU), donde en octubre de 1980 fue asesinado por ETA el profesor Juan de Dios Doval Mateo.

### Actividad como magistrado del Tribunal Supremo

#### Primera etapa

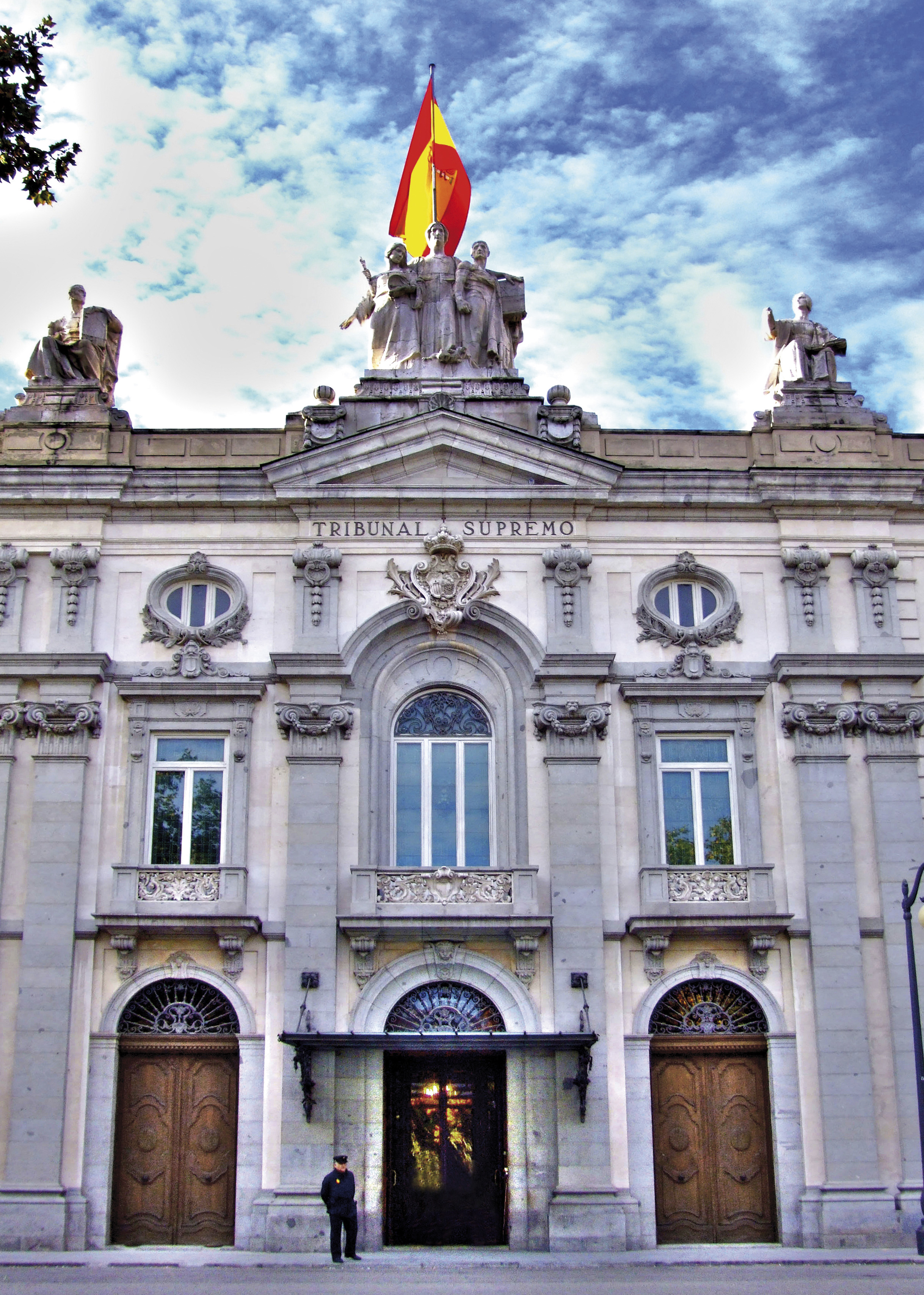
Tribunal Supremo.

Se incorporó a la Sala Segunda del Tribunal Supremo en 1995, siendo su presidente Enrique Ruiz Vadillo. Al ser el único magistrado de la Sala Penal en el que concurría la condición de economista, se especializó en delitos económicos y fiscales, dictando sentencias que determinaron la doctrina jurisprudencial en estas materias, por ejemplo en delitos contra la Hacienda pública y blanqueo de capitales.
Formó parte de los tribunales que resolvieron los recursos de casación relativos a casos con multitud de perjudicados más relevantes de la época, como el segundo juicio por el envenenamiento por aceite de colza, que condenó por negligencia a los altos cargos responsables imponiendo en su conjunto la mayor indemnización establecida hasta la fecha, o el recurso por el derrumbamiento de la Presa de Tous.
Fue el ponente de las sentencias que determinaron la condena y abandono del cargo de tres presidentes autonómicos, Gabriel Urralburu, de Navarra, por cohecho, Juan Hormaechea, de Cantabria, por injurias e Ignacio Velázquez, de la ciudad autónoma de Melilla, por prevaricación.
En materia de corrupción fue ponente de sentencias que incrementaron las condenas dictadas en casos relevantes, como el asunto de Luis Roldán Ibáñez, ex director general de la Guardia Civil, o el caso Intelhorce, de Málaga, así como de la sentencia que confirmó la condena de Antonio Cuart en uno de los casos del túnel de Sóller.
En materia de guerra sucia formó parte del grupo mayoritario de magistrados que condenó, entre otros, al exministro de Interior, José Barrionuevo, por el secuestro de Segundo Marey.
También fue ponente Cándido Conde-Pumpido en el caso denominado del «Padre Coraje», que anuló la sentencia dictada por la Audiencia Provincial de Cádiz para poder incorporar como prueba las cintas grabadas por el padre de un joven asesinado durante el asalto a una gasolinera, que se había infiltrado entre los supuestos asesinos.
Redactó un voto particular en el caso del Genocidio Maya, en defensa de la jurisdicción universal, que más tarde fue confirmado por la sentencia dictada por el Tribunal Constitucional. El principal acusado en este caso, el expresidente de Guatemala Ríos Montt, fue condenado por genocidio en 2013, por un tribunal de Guatemala.

#### Segunda etapa
En su segunda etapa como magistrado del Tribunal Supremo (2012-2017), después de ejercer como fiscal general del Estado, una de sus actuaciones más conocidas fue su intervención como instructor, en noviembre de 2016, en la declaración como imputada de la exalcaldesa de Valencia, Rita Barberá, dentro del denominado caso Taula. Cabe destacar también la doctrina sentada en la STS 214/17, de 29 de marzo, sobre trata de seres humanos y en la STS de 29 de abril de 2015, sobre blanqueo de capitales y autoblanqueo. En materia de corrupción son relevantes la STS de 24 de noviembre de 2015, que condenó a la alcaldesa de Jerez de la Frontera, por prevaricación, malversación y falsedad o la STS de 30 de abril de 2015, que condenó a un viceconsejero del Gobierno de Asturias, por prevaricación.

### Actividad como fiscal general del Estado

#### Primer mandato (2004-2008)

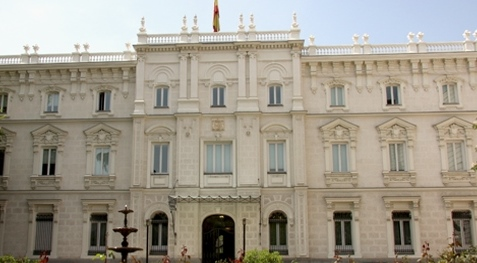
Fiscalía General del Estado de España. Sede central en el Paseo de la Castellana de Madrid.

El 23 de abril de 2004, fue nombrado fiscal general del Estado por el rey, a propuesta del Gobierno, previo dictamen favorable del Consejo General del Poder Judicial. Su antecesor en el cargo fue Jesús Cardenal. Durante este primer mandato promovió el sistema de especialización, creando las fiscalías de violencia de género, medio ambiente y urbanismo, seguridad laboral, siniestralidad vial y extranjería. Reforzó la Fiscalía Anticorrupción, creando y dotando delegaciones territoriales de la misma y ampliando su plantilla.
Promovió el cambio del sistema de nombramiento y cese del fiscal general para conseguir la intervención del Parlamento en el nombramiento, así como un plazo fijo de mandato con causas de cese tasadas. Esta modificación tenía la finalidad de garantizar la autonomía del Ministerio Fiscal al evitar que el fiscal general pudiese ser cesado discrecionalmente por el Gobierno a propuesta del ministro de Justicia, como había sucedido hasta entonces. El cambio se hizo efectivo a través de la reforma estatutaria aprobada en octubre de 2007, que también creó las fiscalías de los tribunales superiores y las fiscalías de área, aprobó la singularización presupuestaria para el Ministerio Fiscal, y le reconoció personalidad jurídica propia y relevancia constitucional.
Durante esta legislatura reforzó la actividad de la Fiscalía de la Audiencia Nacional contra el terrorismo islamista como respuesta al atentado del 11 de marzo de 2004 en la Estación de Atocha (Madrid), incrementando su plantilla, creando un grupo de fiscales especializados en la materia y fomentando la cooperación internacional para compartir información, consiguiendo que el juicio por dicha matanza se celebrase en un tiempo razonable y con resultado condenatorio de la mayor parte de los acusados. Al mismo tiempo propugnó y puso en práctica una política criminal preventiva para actuar policial y judicialmente contra los comandos en formación antes de que estuviesen en condiciones de causar daños, que mejoró la eficacia policial y produjo un resultado positivo al evitar nuevos atentados islamistas en España.
En relación con el terrorismo de ETA impulsó y obtuvo en diversos procesos electorales la ilegalización por la Sala del art. 61 del Tribunal Supremo, conforme a la Ley de Partidos, de las agrupaciones electorales y partidos políticos Herritarren Zarrenda, en las elecciones europeas de 2004, Auzkera Guztiak, en las elecciones autonómicas de 2005, Abertzale Socialista Batasuna, en las elecciones municipales de 2007, y Partido Comunista de las Tierras Vascas y ANV, en las elecciones generales de 2008, todas ellas marcas encubiertas de Herri Batasuna que no condenaban el terrorismo. Pese a ello fue duramente criticado por la oposición conservadora, por apoyar la política antiterrorista del Gobierno durante la tregua declarada por la Organización Terrorista ETA en 2006.

#### Segundo mandato (2008-2011)

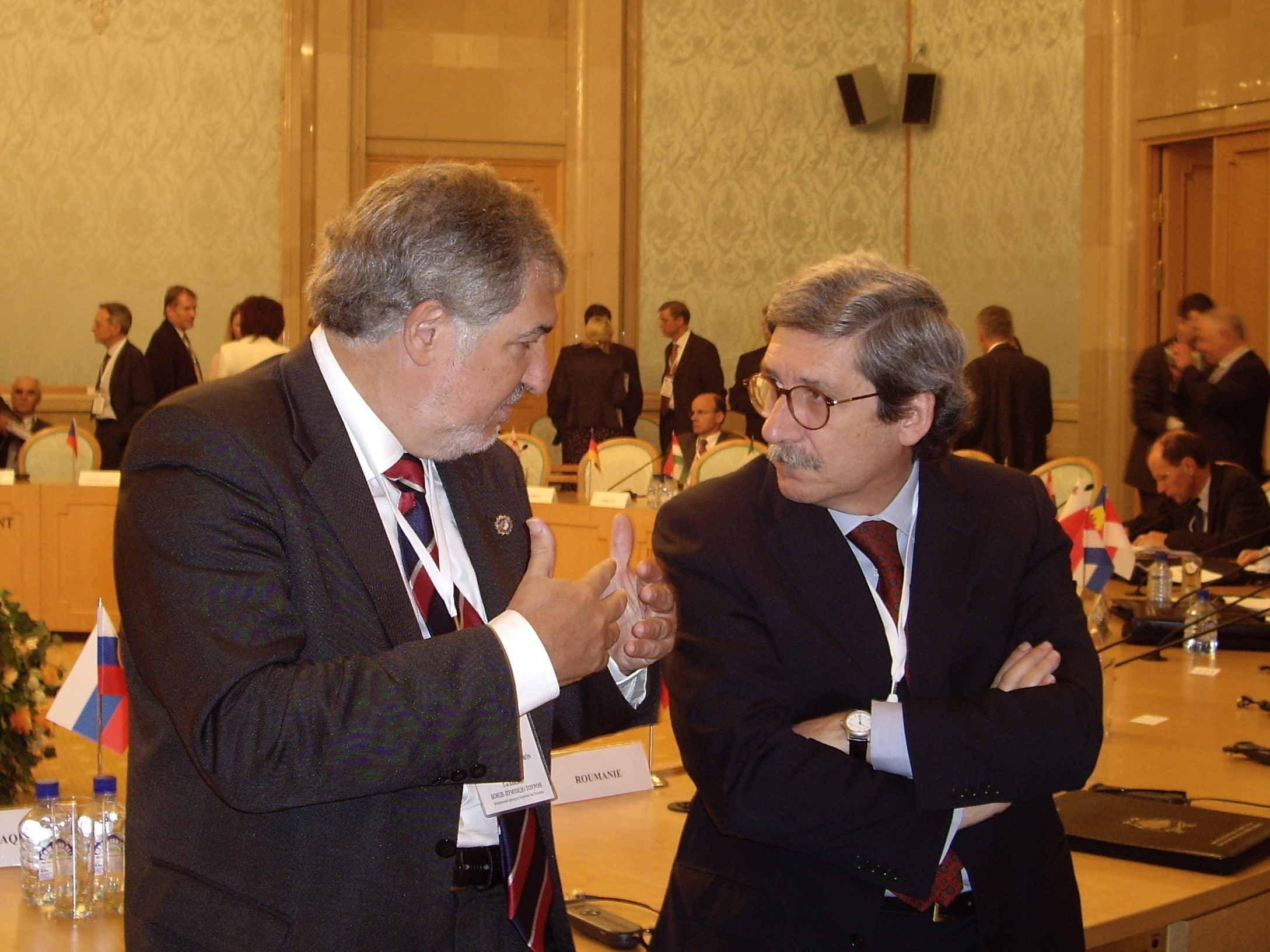
El fiscal general español con el fiscal general de Portugal, en Moscú en 2006.

En abril de 2008 fue propuesto para un segundo mandato y el 14 de mayo tomó posesión, previo dictamen favorable del Consejo General del Poder Judicial y comparecencia de idoneidad ante la Comisión de Justicia del Congreso de los Diputados, siendo el primer fiscal general del Estado nombrado conforme al nuevo sistema establecido por la reforma de 2007. Durante este segundo mandato modernizó y reforzó el Ministerio Fiscal, incrementando en total en setecientos nuevos fiscales la plantilla, con el fin de preparar al Ministerio Público para un cambio de modelo del proceso penal, en el que pudiese asumir la Investigación de las causas. Impulsó desde la Fiscalía esta reforma procesal cuya laboriosa redacción fue culminada y aprobada por el Gobierno en julio de 2011, pero el proyecto de nueva ley de enjuiciamiento criminal no llegó a ser aprobado por las Cortes debido al adelanto de las elecciones.
En esta segunda etapa puso en marcha otras tres fiscalías especializadas, en menores, criminalidad informática y cooperación internacional, creó mandos intermedios para organizar internamente las fiscalías, nombrando decanos territoriales y de especialidades en las Fiscalías Provinciales, constituyó las Juntas Provinciales de Coordinación, potenció la Junta de Fiscales Superiores para garantizar el principio de unidad de actuación del Ministerio Público en todo el territorio nacional y promovió la Fiscalía Europea así como la fundación del Foro Consultivo de Fiscales y Directores Generales de Acción Penal de los Estados miembros de la Unión Europea. Durante este segundo mandato se produjo el cese definitivo de las acciones terroristas de la organización armada ETA, como consecuencia de la presión de las acciones policiales y judiciales, que derrotaron a la organización y de la actividad de la Fiscalía para conseguir la ilegalización de todos los partidos políticos que pretendían suceder a Batasuna, actividad que obligó al entorno político de la organización armada a presionar a ETA para que abandonase las armas.
A lo largo de los ocho discursos de solemne Apertura de Tribunales pronunciados como fiscal general entre 2004 y 2011, Conde-Pumpido abogó por la modernización del proceso penal y la necesidad de convertir la justicia en un instrumento útil y eficaz al servicio del ciudadano, centrando sus esfuerzos en la lucha contra la corrupción, el terrorismo, la criminalidad organizada y las nuevas formas de delincuencia.
Cesó definitivamente como fiscal general del Estado, por cumplimiento de su mandato legal, el 19 de diciembre de 2011, reincorporándose como magistrado a la Sala Segunda del Tribunal Supremo.

#### Lucha anticorrupción
A lo largo de los dos mandatos de Conde-Pumpido se realizó una intensa actividad anticorrupción, produciéndose en esa época la denuncia de los casos más relevantes y conocidos de corrupción, que han seguido investigándose con posterioridad, como el caso Malaya, en Marbella, el caso Palma Arena, en Mallorca, el caso Palau, en Barcelona, el caso Ballena Blanca, en Málaga, el caso Gürtel en Madrid y Valencia, el caso Brugal, en Alicante, etc. Todos estos casos fueron iniciados y promovidos por la Fiscalía Anticorrupción, continuándose su investigación por los jueces competentes, siempre con el apoyo e impulso de dicha fiscalía. 
Para ello Conde-Pumpido potenció la Fiscalía Anticorrupción, que al principio de su mandato solo disponía de diez fiscales, nueve en Madrid, y uno en Barcelona, con una sede central situada en un piso de Madrid, y una sola Fiscalía Delegada en Cataluña. Al final de su mandato la Fiscalía Anticorrupción disponía de cuarenta fiscales, repartidos entre una sede central, con un amplio edificio propio, y una docena de Fiscalías Delegadas, en Baleares, Gran Canaria, Santa Cruz de Tenerife, Málaga, Valencia, Sevilla, Castellón, Alicante, Almería, Cádiz, Murcia y Cataluña, además de potenciarse los cuatro equipos de apoyo de que disponía la Fiscalía, procedentes de la Intervención General de la Administración del Estado, la Agencia Tributaria, la Policía Nacional y la Guardia Civil.

#### Cooperación internacional

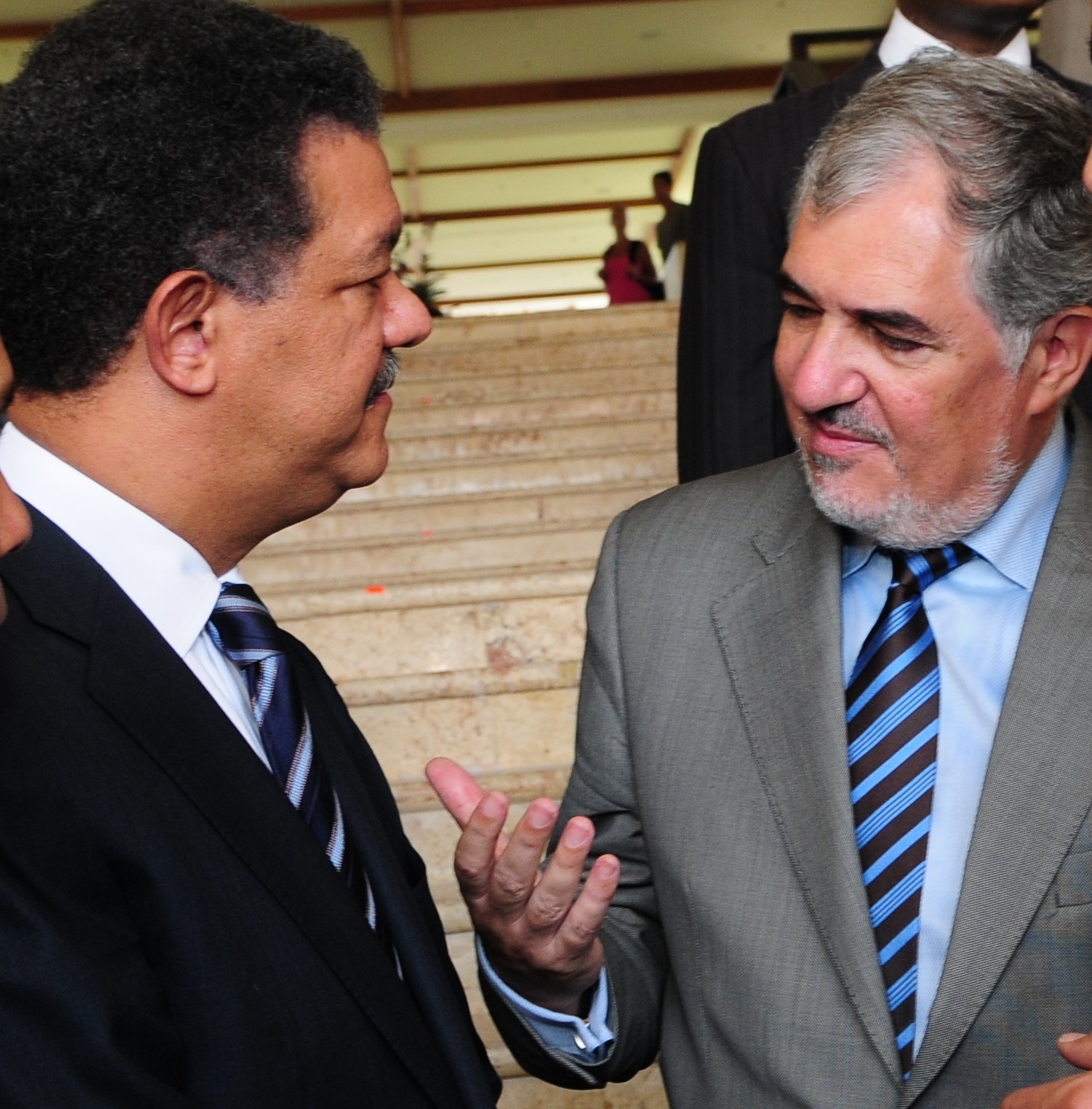
El fiscal general de España, Cándido Conde-Pumpido, y el presidente de la República Dominicana, Leonel Fernández, en la Asamblea de la AIAMP en 2008.

El 9 de abril de 2010, la Fiscalía General del Estado y el Departamento de Justicia de los Estados Unidos, a través de sus titulares, Cándido Conde-Pumpido y Eric Holder, respectivamente, firmaron un memorando de entendimiento para reforzar la cooperación contra el terrorismo y el crimen organizado internacional. «Este acuerdo ayudará a proteger la seguridad de nuestros dos países», subrayó Holder. El memorando tiene la finalidad de intensificar los canales de intercambio de información sobre tendencias criminales y sobre el sistema legal de cada país, sus legislaciones y las medidas específicas de aplicación de la ley en las áreas que competen a las dos instituciones. Se formaliza así una cooperación que ya estaba en marcha, de manera informal, desde el año 2005 a través de grupos conjuntos de trabajo. Holder valoró positivamente la colaboración entre los dos países, que calificó de «excelente», y aseguró que España está siendo un “firme aliado” en la lucha contra el terrorismo, el narcotráfico y el crimen organizado.
El 26 de julio de 2011, el fiscal general de Rusia, Yuri Chaika, y su homólogo de España, Conde-Pumpido, firmaron en San Petersburgo la declaración conjunta sobre el desarrollo de la cooperación entre las Fiscalías Generales de ambos países, según la portavoz de la fiscalía rusa, Marina Grídneva. El documento fue suscrito en el marco de la celebración del Año de Rusia en España y de España en Rusia y en desarrollo de los postulados del memorando de comprensión mutua y cooperación firmado en Madrid el 3 de marzo de 2009 entre ambos organismos. Los fiscales generales de ambos países valoraron positivamente los resultados de la cooperación y el clima de comprensión mutua que reinó en las actividades bilaterales. Chaika y Conde-Pumpido señalaron que los mecanismos de cooperación entre las fiscalías de ambos Estados funcionan con eficacia, en particular, permiten acelerar la presentación y el cumplimiento de las solicitudes sobre la ayuda jurídica y extradición, para luchar más eficazmente contra la criminalidad organizada trasnacional.

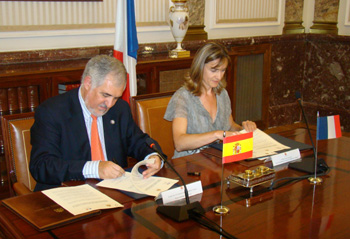
Cándido-Conde-Pumpido y Maryvonne-Caillibotte, firmando el acuerdo entre la Fiscalía General española y el Ministerio de Justicia francés.

El 13 de mayo de 2011, el fiscal general del Estado, y la directora de Asuntos Criminales de Francia, Maryvonne Caillibotte, suscribieron un Memorando de Cooperación en materia de tráfico internacional de estupefacientes, por el que ambos países se comprometen a facilitarse mutuamente información sobre actuaciones delictivas de organizaciones criminales dedicadas al tráfico de drogas. En concreto, los fiscales designados comunicarán las incautaciones de importantes cantidades de droga destinadas al otro Estado, las acusaciones a personas físicas o jurídicas ubicadas en el territorio del otro Estado, así como las operaciones de agentes encubiertos y las entregas vigiladas de droga. Este intercambio de informaciones se realizará entre la Fiscalía Antidroga española y las Jurisdicciones Interregionales especializadas de la República francesa. Al acto de la firma, que tuvo lugar en la sede de la Fiscalía General del Estado, asistieron el embajador francés, Bruno Delaye, así como el fiscal jefe Antidroga, José Ramón Noreña Salto, quienes acompañaron a las respectivas delegaciones nacionales en la firma del Memorando y en la posterior reunión de trabajo.

### Fiscalía Europea
El 3 de marzo de 2010 el fiscal general Conde-Pumpido presentó oficialmente en Bruselas el proyecto de la Presidencia española para la puesta en marcha de la Fiscalía Europea, conforme a lo prevenido en el art 86 del Tratado de Lisboa. El fiscal, que intervino junto con el presidente de la Comisión de Justicia e Interior del Parlamento Europeo, Juan Fernando López Aguilar, y el secretario de Estado para la Unión Europea, Diego López Garrido, presentó un primer borrador que posteriormente debatieron los Veintisiete en el Consejo de Luxemburgo. La figura del fiscal europeo, prevista en el Tratado de Lisboa, investigaría en una primera fase los fraudes y especulaciones contra el euro; en una segunda fase podría investigar también e incoar causas penales contra delitos transfronterizos como el tráfico de personas, el narcotráfico o el terrorismo.

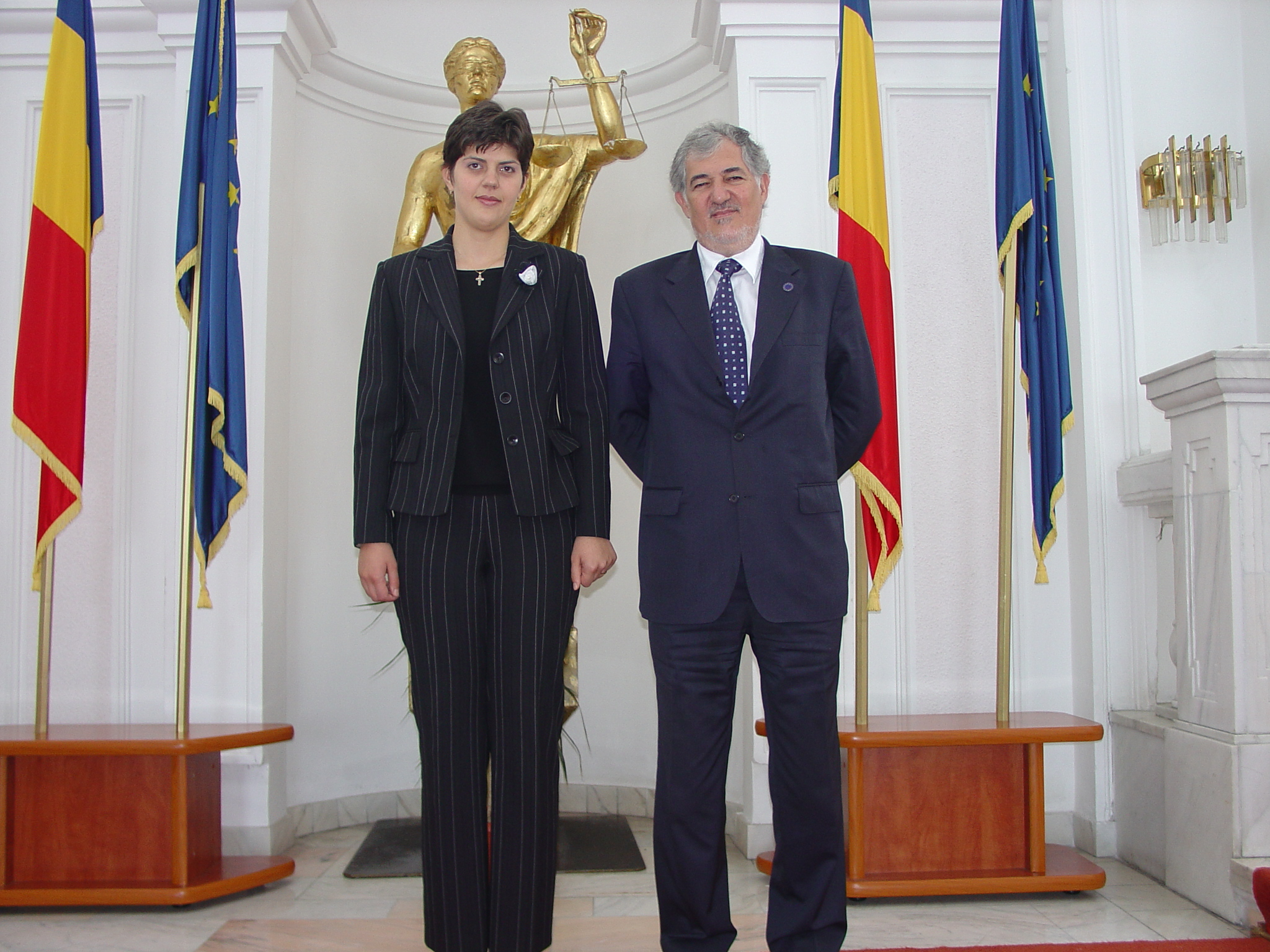
Reunión en 2006 en Bucarest de la fiscal general de Rumania, Laura Codutra Kovesi, hoy Jefe de la Fiscalía Europea, y el fiscal general de España, Cándido Conde-Pumpido.

Se trató de un primer paso de un largo camino que la Presidencia española quiso dar lo antes posible, afirmó Conde-Pumpido al presentar los trabajos técnicos relativos a las posibilidades de establecer la Fiscalía Europea. El fiscal general español explicó que un Ministerio Público europeo dotaría de mayor eficacia a las investigaciones económicas para salvaguardar los intereses de la unión monetaria y permitiría coordinar el trabajo que hacen los órganos jurisdiccionales nacionales, así como de la Agencia Europea de Cooperación Judicial (Eurojust) y la Oficina Europea de Lucha contra el Fraude (OLAF), añadiendo que la moneda única necesita una institución específica que la proteja de fraudes y especulaciones.
La creación de esta institución se discutió posteriormente, conforme a la propuesta española, en la reunión de ministros de Justicia e Interior de los Veintisiete que tuvo lugar en Luxemburgo el 27 de abril de 2010, pero su puesta en marcha quedó suspendida hasta una nueva discusión en 2013. Su aprobación exigía la unanimidad de los Veintisiete Estados miembros de la UE o bien acudir a la cooperación reforzada
En julio de 2013 se aprobó una propuesta de la Comisión Europea para la puesta en marcha de la Fiscalía Europea, conocida como EPPO, por sus siglas en inglés, European Public Prosecutor’s Office (EPPO). En 2017 se formó un grupo de Estados decididos a la constitución de la Fiscalía Europea por la vía de la colaboración reforzada. Finalmente la Fiscalía Europea comenzó sus actuaciones en el año 2020, con sede en Luxemburgo, nombrándose como primera fiscal general europea a Laura Codruța Kövesi, exfiscal general de Rumanía.

### Representación internacional

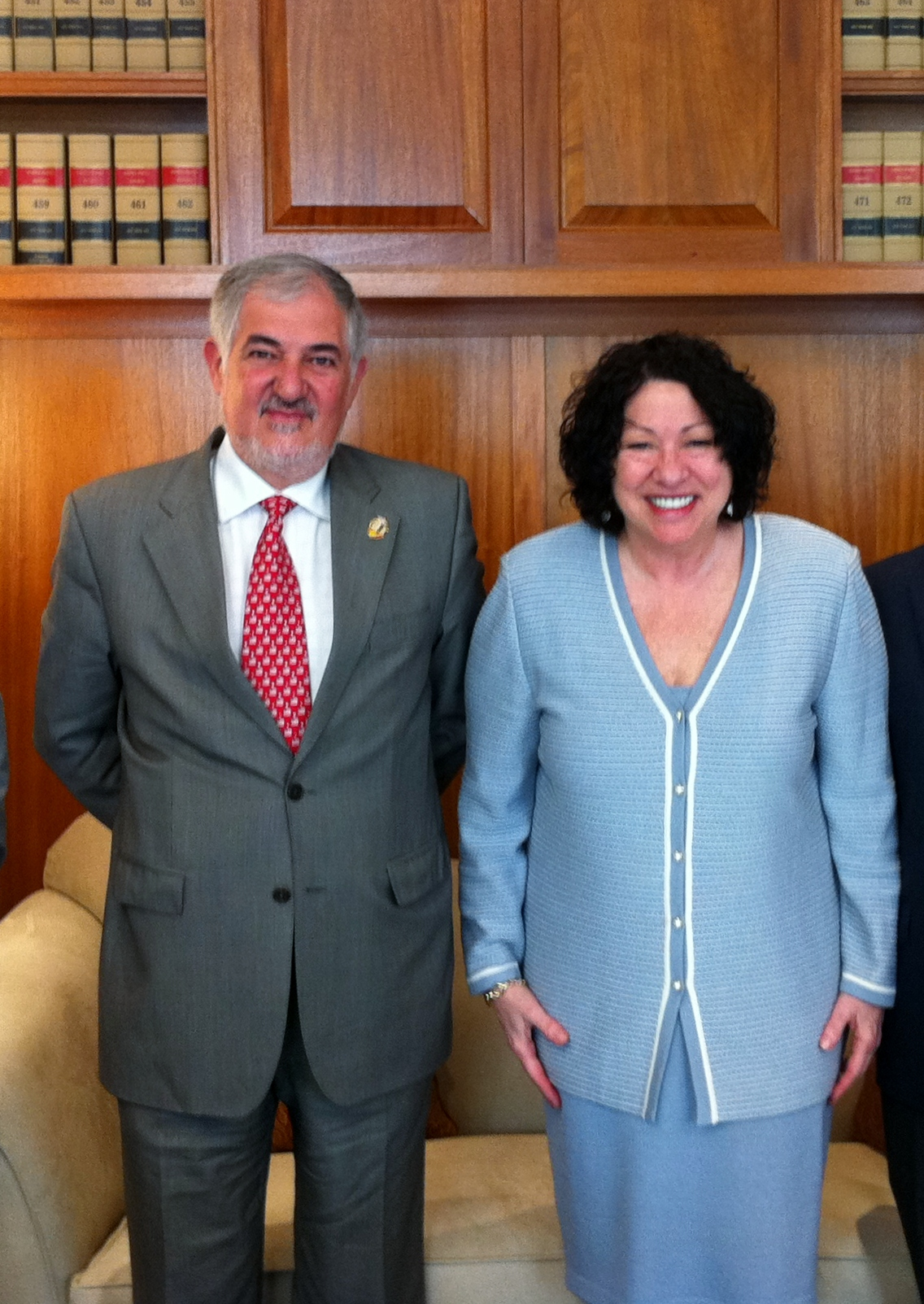
Cándido Conde-Pumpido en el Tribunal Supremo estadounidense con la Magistrada Sonia Sotomayor.

##### Presidente de la Asociación Iberoamericana de Ministerios Públicos
El 7 de noviembre de 2006, en el marco de la XIV Asamblea de la Asociación Iberoamericana de Ministerios Públicos (AIAMP), celebrada en Santiago de Chile, Conde-Pumpido fue elegido vicepresidente de la organización. En octubre de 2007, en la XV Asamblea celebrada en Madrid, fue elegido presidente, sucediendo a Guillermo Piedrabuena Richard, fiscal nacional de Chile. Conde-Pumpido fue presidente de la AIAMP, en este primer mandato, hasta noviembre de 2009, siendo reelegido en la XVII Asamblea celebrada en Centro de Formación de la Cooperación Española en La Antigua Guatemala, y manteniéndose en el cargo hasta la XIX Asamblea celebrada en Brasilia en diciembre de 2011, por lo que ejerció la presidencia durante más de cuatro años, siendo el presidente más duradero de esta Organización Iberoamericana. Su sucesor fue Roberto Monteiro Gurgel, procurador general de la República de Brasil. En su calidad de presidente Conde-Pumpido también organizó y dirigió las asambleas de República Dominicana (2008) y Perú (2010), y los seminarios Internacionales sobre Criminalidad Organizada que se celebraron en cada una de las cuatro Asambleas de su Presidencia.

##### Presidente de la Red de Fiscales Generales de los Tribunales Supremos de la UE
En febrero de 2009 Conde-Pumpido participó en la Corte de Casación de París en la constitución de la Red de Fiscales Generales de los Tribunales Supremos de la Unión Europea, fundada por iniciativa del procurador general de la Corte de Casación de Francia, Jean-Louis Nadal. En mayo del mismo año, Conde-Pumpido fue elegido, en Praga, presidente de la Red, organizando la siguiente reunión celebrada en Madrid, en mayo de 2010, durante la Presidencia española de la Unión Europea. En esta reunión fue elegido nuevo presidente el fiscal general de la Corte de Casación de Italia, Vitaliano Esposito.

##### Cumbres Mundiales de Fiscales y Procuradores Generales
Conde-Pumpido participó, en su condición de fiscal general de España, en tres Cumbres Mundiales de Fiscales Generales organizadas por las Naciones Unidas. En la II Cumbre, celebrada en Doha (Catar), del 14 al 16 de noviembre de 2005, intervino en el Plenario con una alocución sobre la especialización del Ministerio Fiscal. En la III Cumbre, celebrada en Bucarest (Rumania) del 23 al 25 de marzo de 2009, intervino en su calidad de presidente de la AIAMP, con una presentación sobre la estructura y funciones de esta organización regional Iberoamericana de Fiscalías Generales. Y en la IV Cumbre, que tuvo lugar en Seúl (Corea del Sur), del 30 de junio al 1 de julio de 2011, intervino como uno de los fiscales generales más veteranos, con una ponencia sobre «Crímenes internacionales».

##### Asociación Internacional de Fiscales

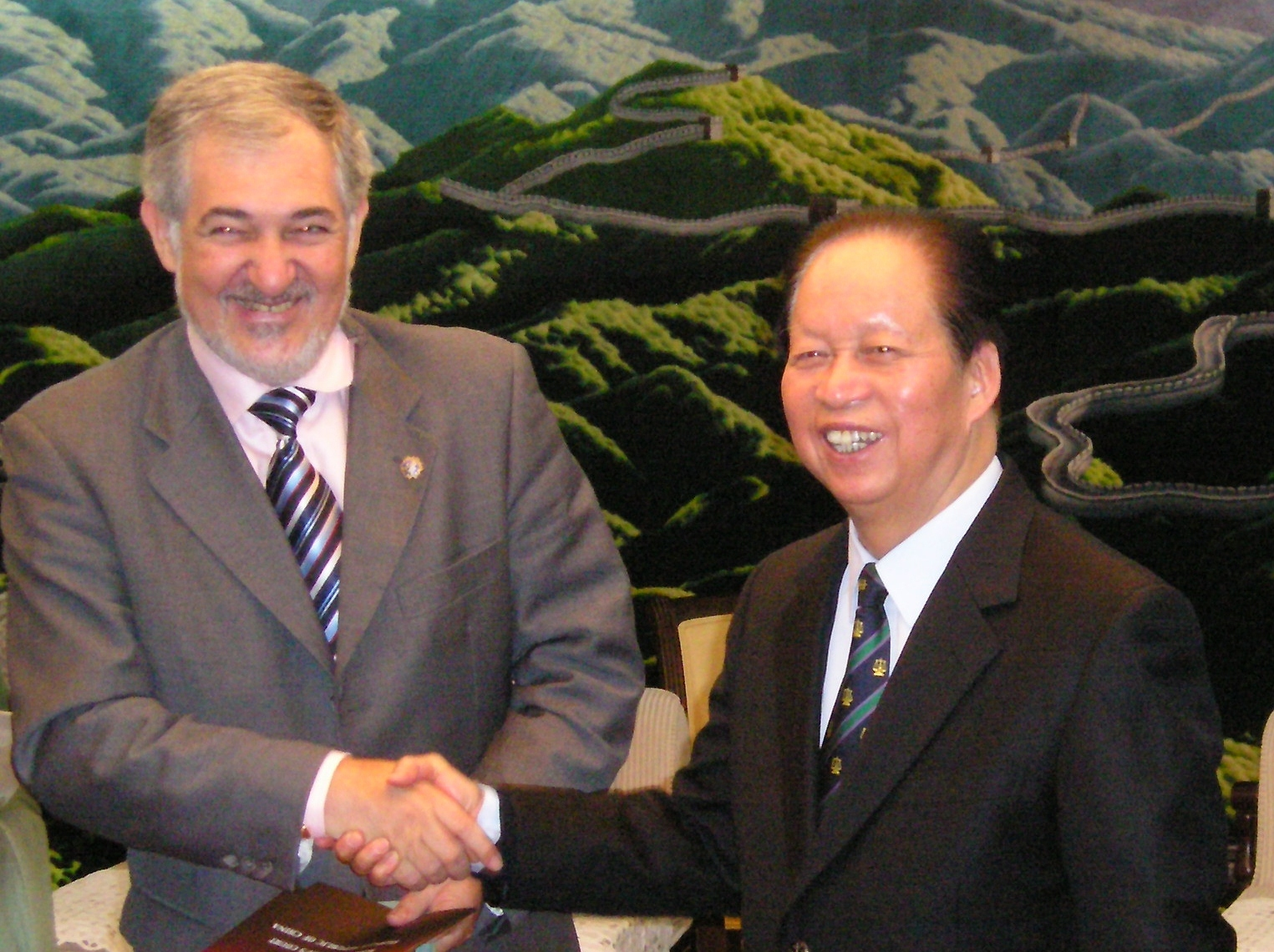
El fiscal general del Estado español Conde-Pumpido, con el presidente del Tribunal Supremo de China, en Pekín en 2005

Conde-Pumpido incorporó al Ministerio Público español, como miembro institucional, a la Asociación Internacional de Fiscales. En representación de la Fiscalía española intervino en las Conferencias Mundiales de París (2007), La Haya (2010) y Seúl (2011), y presidió, en su calidad de presidente de la AIAMP, las Conferencias Regionales de la IAP para Latinoamérica de Venezuela (2008), Buenos Aires (2010) y Brasil (2011).

##### Foro Consultivo de Fiscales y Directores de Acción Penal de la UE
En mayo de 2010, durante la Presidencia española de la Unión Europea, Conde-Pumpido promovió la fundación del Foro Consultivo de Fiscales Generales y Directores de Acción Penal de la Unión Europea, que se constituyó formalmente y tiene su sede en La Haya, en Eurojust, reuniéndose dos veces al año para canalizar la participación de las Fiscalías de los Estados miembros en la política penal y de seguridad interior de la Unión Europea así como en el proceso de constitución de la Fiscalía europea.

##### Eurojustice
Es una Conferencia informal de Fiscales Generales de los países de la Unión Europea, que incluye otros países no miembros pero próximos como Noruega, o sistemas judiciales autónomos sin Estado propio, como Escocia. Tiene la finalidad de unificar criterios y desarrollar buenas prácticas para acelerar la justicia penal. La fundación de la Red de Fiscales Generales de Tribunales Supremos y la del Foro Consultivo de Fiscales y Procuradores Generales de los Estados miembros de la Unión Europea la dejó sin contenido, por lo que se disolvió en Budapest en 2010. Conde-pumpido participó en las Conferencias celebradas durante sus dos mandatos como fiscal general, en Dublín (2004), Lisboa (2005), Oslo (2006), Eslovenia (2007), Edimburgo (2008), Tallin (2009) y Budapest (2010).

#### Filtraciones de Wikileaks

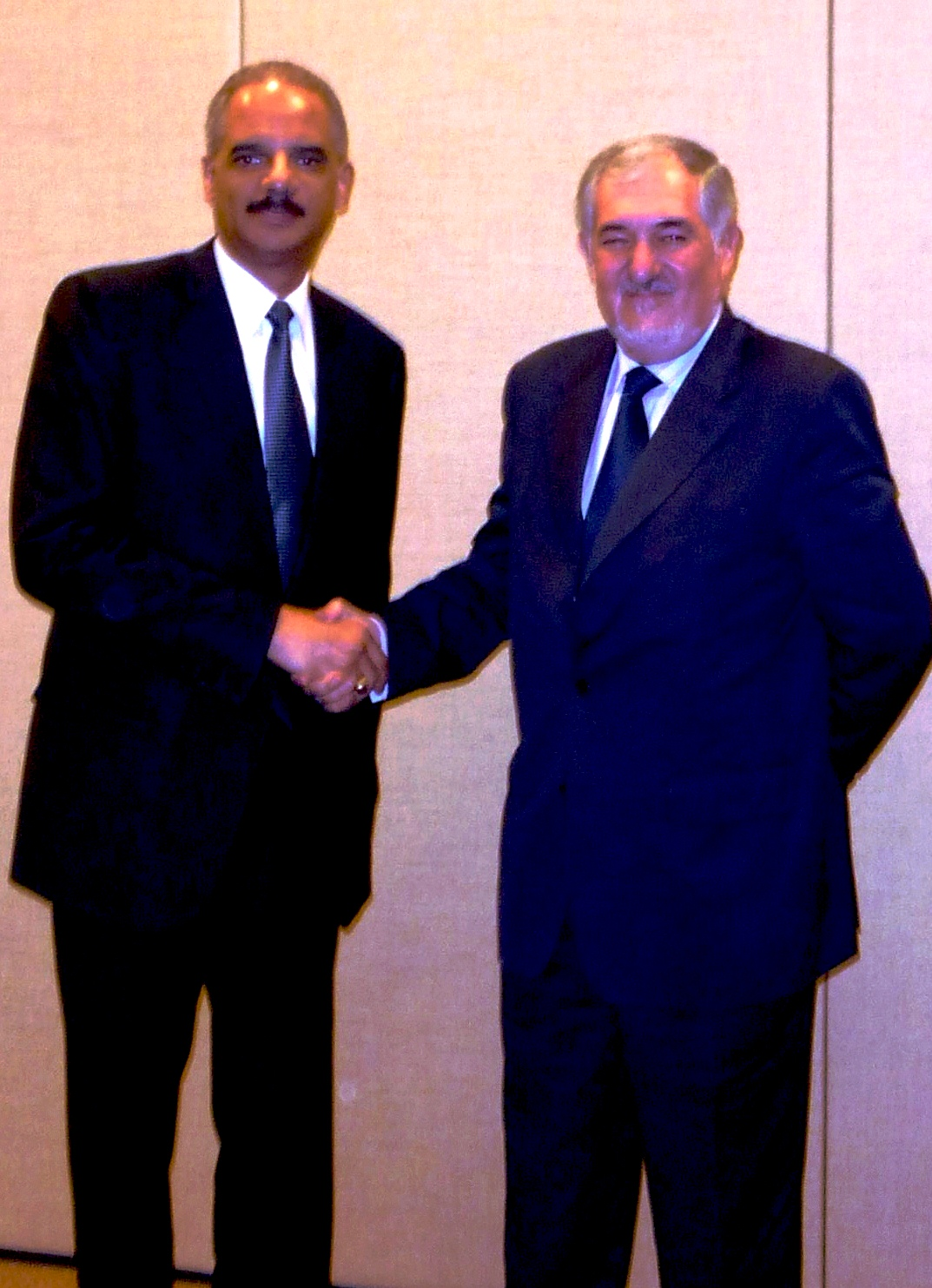
El Presidente de la AIAMP, Conde-Pumpido, y el fiscal general de EE. UU., Eric Holder, en la Reunión de la REMJA en Brasilia en 2010

En noviembre del año 2010 entre los cables filtrados por Wikileaks apareció la información de que el embajador estadounidense en Madrid, Eduardo Aguirre, había tenido una reunión con el fiscal general español en la que hablaron del caso de José Couso, periodista español fallecido en Irak como consecuencia del disparo de un carro de combate estadounidense durante la toma de Bagdad. En este caso la Fiscalía de la Audiencia Nacional, competente por tratarse de un proceso por jurisdicción universal, sostenía desde la iniciación del procedimiento, antes de la toma de posesión de Conde-Pumpido como fiscal general, la falta de jurisdicción de los tribunales españoles. Durante un almuerzo de cortesía en la Embajada, celebrado a iniciativa del embajador, en el que el fiscal general español transmitió, como presidente de la Asociación Iberoamericana de Ministerios Públicos, una invitación para que el fiscal general estadounidense acudiese a la próxima asamblea de la organización, el embajador mencionó el caso Couso y, según los cables, Conde-Pumpido insistió en que las autoridades de Estados Unidos deberían contestar de inmediato la Comisión Rogatoria remitida por el juez español, que había solicitado información sobre la investigación interna realizada por la jurisdicción militar norteamericana acerca de los hechos, sin que se hubiese recibido respuesta alguna.
La información era imprescindible para la resolución del caso y efectivamente se recibió poco después como resultado de las gestiones realizadas por el fiscal general español, incorporándose en la respuesta el resultado de la investigación militar interna realizada en EE. UU. La incorporación al proceso penal español de esta respuesta representó un avance procesal muy relevante por la información que aportaba, porque reconocía la autoría del disparo que provocó el fallecimiento del periodista español y porque constituía un precedente novedoso que las autoridades norteamericanas, que en los supuestos de actuación en tiempo de guerra de sus fuerzas armadas fuera de su territorio no reconocen la jurisdicción de ningún otro país, hubiesen respondido, sin embargo, a la comisión rogatoria del juez español, atendiendo la petición personal del fiscal general.
Pero esta contestación norteamericana fue considerada insatisfactoria por la acusación particular y por el juez instructor de la Audiencia Nacional que llevaba el caso, Santiago Pedraz, porque, aunque reconocía los hechos, atribuía la acción del carro de combate americano que causó la muerte de Couso a una maniobra defensiva contra un supuesto ataque iraquí. El juez decidió seguir adelante con el caso en contra del criterio de la Fiscalía de la Audiencia Nacional, que desde el comienzo de las actuaciones sostenía la falta de jurisdicción de los tribunales españoles. Y la gestión del fiscal general del Estado para interesar la devolución de la comisión rogatoria, pese a su resultado positivo, fue criticada y presentada como una muestra de indebida colaboración de la Fiscalía con las autoridades americanas, cuando se conocieron, a través de las filtraciones de Wikileaks, los informes remitidos por el embajador Aguirre al Departamento de Estado en Washington D. C.. En estos informes, Aguirre se vanagloriaba de sus buenas relaciones con las autoridades españolas y de sus conversaciones para resolver el caso. Conversaciones que, en realidad, se limitaron a simples gestiones diplomáticas atendidas por cortesía y sin incidencia alguna en el proceso.

### Magistrado del Tribunal Constitucional
El 15 de marzo de 2017, Cándido Conde-Pumpido Tourón tomó posesión como Magistrado del Tribunal Constitucional, nombrado por el Senado. La propuesta inicial se realizó por la Asamblea de la Comunidad de Madrid, dado que los Magistrados del Tribunal Constitucional nombrados por el Senado se eligen entre los propuestos por los Parlamentos de las comunidades autónomas.

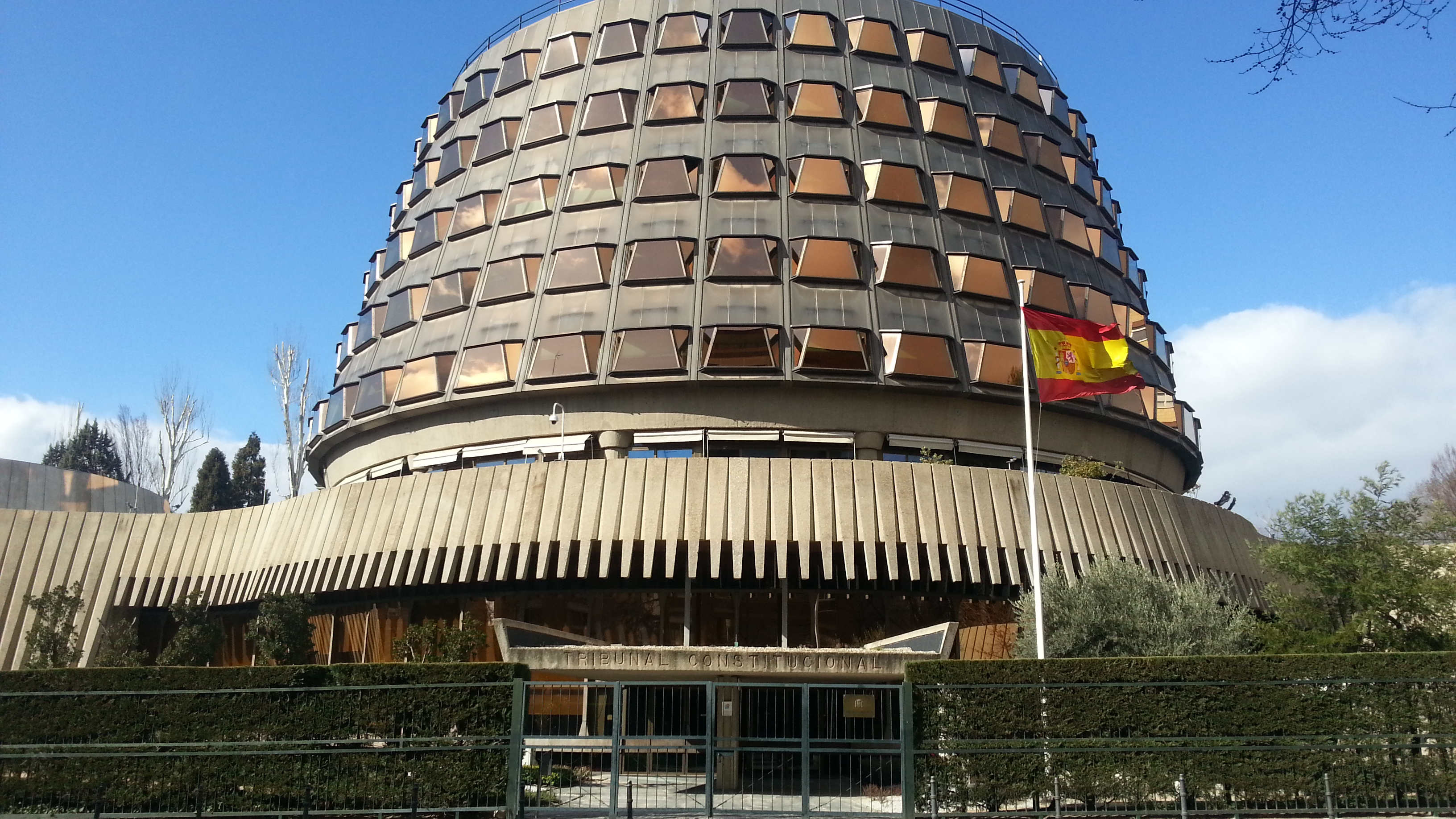
Sede del Tribunal Constitucional

 En este Tribunal ha sido ponente, entre otras, de la STC 25/2019, que establece que la Constitución excluye, por regla general, la utilización periodística de cámaras ocultas porque constituyen una grave intromisión ilegítima en los derechos fundamentales a la intimidad personal y a la propia imagen. También de la STC 76/2019, de 22 de mayo, que estimó un recurso de inconstitucionalidad interpuesto por el Defensor del Pueblo, declarando la nulidad del precepto legal que posibilitaba la recopilación por los partidos políticos de datos personales referentes a la ideología de los ciudadanos. Asimismo fue ponente de la STC 91/2019, de 3 de julio, que declaró la inconstitucionalidad del sistema de cálculo de la pensión de jubilación de los trabajadores a tiempo parcial, apreciando discriminación directa e indirecta por razón de género. En 2020 fue ponente de la STC 65/2020, de 18 de junio, que declaró la inconstitucionalidad parcial del Código Tributario de Cataluña.
Ha sido también el coordinador de las sentencias dictadas en recursos de amparo relativos al proceso penal que enjuició en el Tribunal Supremo a los responsables del denominado «procés» de Cataluña (2017-2021), hasta que fue recusado por Carles Puigdemont por supuesta pérdida de imparcialidad, en cuyo momento se abstuvo voluntariamente de las causas relacionadas con el referido juicio. En junio de 2021 se posicionó, junto con el presidente del Tribunal y otros tres magistrados, en contra de la sentencia mayoritaria que consideró que para enfrentarse a la pandemia del COVID, el Gobierno debería haber declarado el estado de excepción en lugar del estado de alarma.

#### Presidente del Tribunal Constitucional
El 11 de enero de 2023, tras la renovación parcial del Alto Tribunal, fue elegido presidente del Tribunal Constitucional por mayoría de seis votos, frente a la otra candidata progresista, María Luisa Balaguer Callejón, que consiguió cinco votos. Tras ser nombrado formalmente por el rey, tomó posesión del cargo al día siguiente.
Su primera decisión fue resolver algunos recursos pendientes desde hacía más de una década, como el recurso del PP contra la ley del aborto. Finalmente, el 9 de febrero de 2023 el Tribunal rechazó por 7 a 4 la ponencia del magistrado Enrique Arnaldo que proponía declarar su inconstitucionalidad, avalando así la norma. Al mismo tiempo, escogió a la magistrada Inmaculada Montalbán Huertas para realizar la ponencia de la sentencia definitiva.
Posteriormente, en marzo de 2023 el Pleno del Tribunal consideró constitucional la Ley Orgánica de Regulación de la Eutanasia, en abril avaló la Ley de Educación, popularmente Ley Celaá, y en mayo de ese año dio el visto bueno final a la reforma de la ley del aborto de 2010.

### Actividades académicas
Ha sido Profesor de Derecho Civil en la Facultad de Derecho de San Sebastián, de 1981 a 1986 y en el Colegio Universitario de Segovia, adscrito a la Universidad Complutense, desde 1986 a 1998.
También ha sido profesor del Centro de Estudios Jurídicos en diversas promociones de la Policía Judicial y Cursos de Formación de Fiscales, ponente asiduo en los Cursos de Formación del Consejo General del Poder Judicial y profesor en el Curso Superior de Dirección y Gestión de la Seguridad Pública en el Instituto Universitario Ortega y Gasset, de Madrid, así como en diversos cursos de la Universidad Internacional Menéndez Pelayo de Santander.
Ha pronunciado numerosas conferencias en foros internacionales, pudiendo destacar, entre otras:
- Conferencia pronunciada el 24 de mayo de 2002, en el Consejo de Europa, en Estrasburgo, sobre "Réponse Judiciaire au Terrorisme: Le Modèle Espagnol",[58]
- Conferencia dictada el 4 de enero de 2007 en el Tribunal Supremo de la República Dominicana sobre “El Papel del Ministerio Público en la Administración de Justicia de una sociedad democrática”.
- Conferencia pronunciada el 29 de noviembre de 2007 en la Facultad de Derecho de la Universidad Central de Buenos Aires, sobre “La relevancia de la persecución del fraude económico para el funcionamiento de la democracia”.
- Conferencia expuesta el 26 de mayo de 2009, en la Academia de Derecho Europeo (ERA) en Tréveris, sobre "Los nuevos horizontes de la Justicia Penal en la Unión Europea".

## Publicaciones

### Libros

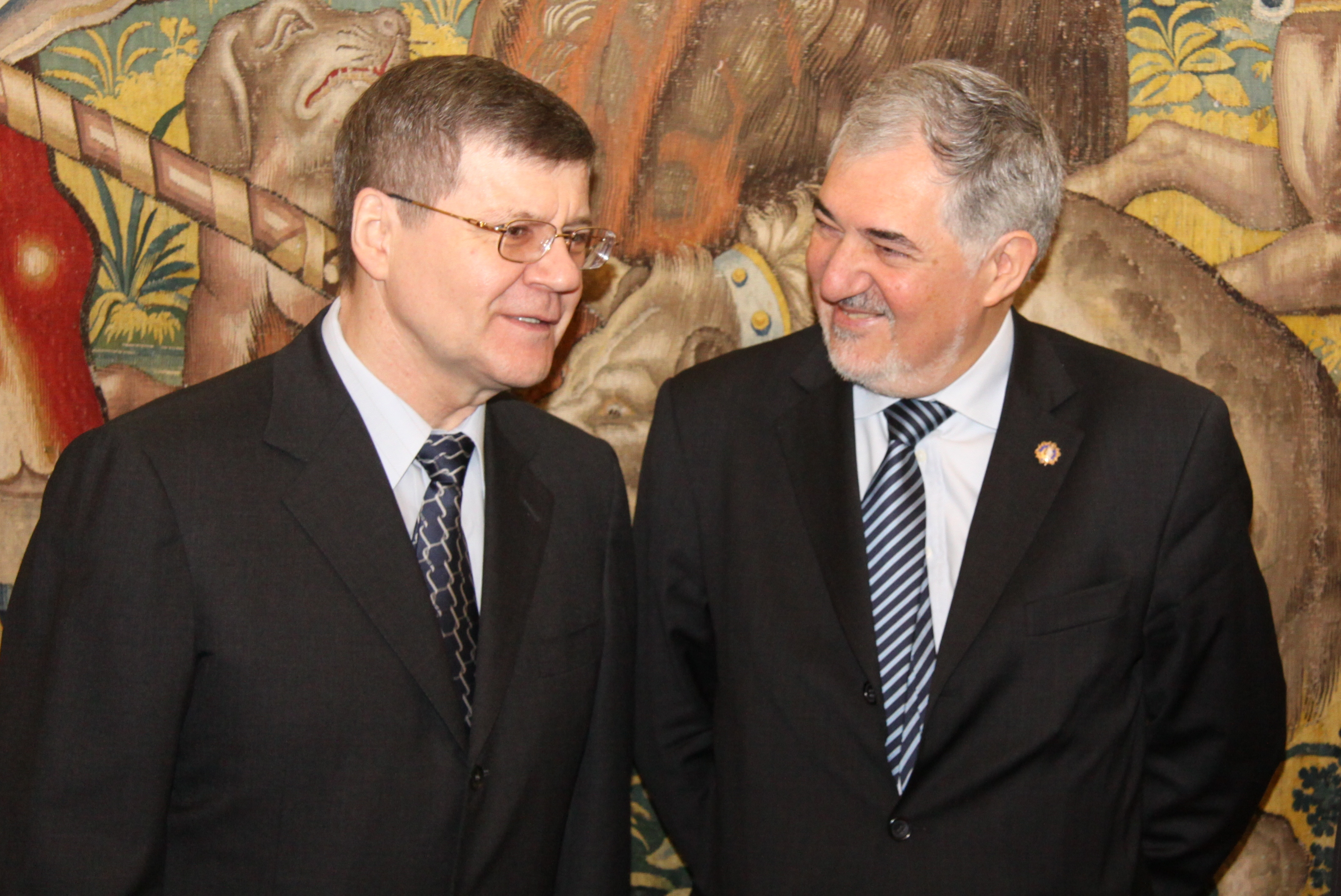
El fiscal general español con el fiscal general ruso, Yuri Chaika, en Madrid en 2009.

Es autor de numerosas publicaciones en materia penal y procesal, entre las que destacan los libros:
- "La reforma del proceso penal" (1990).
- "El delito ecológico" (1992).
- "Manual del Jurado" (1996).
- "Código Penal. Doctrina y Jurisprudencia" (1997).
- "Enjuiciamiento Criminal. Doctrina y Jurisprudencia" (1998),
- "La Ley de Responsabilidad Penal de los Menores. Doctrina y Jurisprudencia" (2001).
- "Tratado Práctico de los Procesos de Extranjería" (2002).
- "Los Juicios Rápidos, el Procedimiento Abreviado y los Juicios de Faltas" (2003).
- "Código Penal Comentado" (2004).
- "Comentarios a la Ley de Enjuiciamiento Criminal y otras Leyes del Proceso Penal (Jurado, Extradición Pasiva, Habeas Corpus y Asistencia Jurídica Gratuita)" (2004).
- "Código Penal Comentado, adaptado a la Ley Orgánica 5/2010, de 23 de junio" (2012).

Todas ellas en colaboración con otros autores.
Sus obras más relevantes son:
- "Los Procesos Penales" (2000), Comentarios a la Ley de enjuiciamiento criminal, con formularios y jurisprudencia, en siete tomos, libro realizado en colaboración con los Catedráticos de Derecho Procesal Gimeno Sendra y Garberí Llobregat.
- "Comentarios al Código Penal", en cinco tomos, elaborados por los propios Magistrados de la Sala Segunda del Tribunal Supremo y publicados en el año 2007, obra de la que fue director.

### Artículos jurídicos
Conde–Pumpido también es autor de casi un centenar de artículos jurídicos publicados en revistas y publicaciones españolas y extranjeras

#### Como Magistrado
- "La unificación de la jurisprudencia", Primeras Jornadas de Estudio del Estatuto de Autonomía del País Vasco, Vol. 2, 1983.
- "La apropiación indebida de la cuota obrera de la Seguridad Social. ¿Un delito invisible?", en Protección penal de los derechos de los trabajadores, Santiago 1985.
- "La Justicia y la seguridad ciudadana", Revista del Colegio de Abogados de Orense, 1986.
- "La increíble prevaricación", Jueces para la democracia, N.º 1, 1987.
- "Protección penal del medio ambiente", en Medio Ambiente, Poder Judicial, Madrid, 1988.
- "Las tarjetas de crédito como instrumento para la comisión de un delito: dos sentencias", Poder Judicial, N.º Extra 9, 1989 (Jornadas de estudio sobre "Nuevas formas de delincuencia"). Madrid, 1988.
- "Protección penal del medio ambiente: el delito ecológico", Cuadernos de la Guardia Civil, N.º 1, 1989.
- "Protección civil del medio ambiente", Jueces para la democracia, N.º 8, 1989.
- "La responsabilidad civil por daños al medio ambiente", Revista de Derecho Ambiental, N.º 5, 1990.
- "El procedimiento abreviado en el ámbito penal: Los recursos", Boletín del Colegio de Abogados de Ferrol, 1991.
- "Responsabilidad de la empresa por daño ambiental. Aspectos penales y civiles de la responsabilidad", Revista de Estudios empresariales de Deusto, N.º 76, 1991.
- "El derecho al recurso y su regulación en el procedimiento abreviado", en Planes Territoriales y Provinciales de Formación del CGPJ, T II, Vol II. 1992
- "Sociedad, democracia y justicia", Jueces para la democracia, N.º 21, 1994.

#### Como Magistrado del Tribunal Supremo
Como Magistrado del Tribunal Supremo, algunas de sus publicaciones fueron:

##### En la primera etapa
- "Poder Judicial y Tribunal Constitucional: amparo constitucional y amparo judicial", en Dogmática y Ley penal. Libro homenaje a Enrique Bacigalupo, Madrid 2004,
- "Rapport préparatoire sur la Cour de cassation de l´Espagne pour l´Assemblée constitutive du Réseau des Presidents des Cours supremes judiciaires de l´Union Européenne", en Actes de l´Assemblée constitutive, París, 2004.
- "El derecho a la doble instancia penal, presente y futuro. Consecuencias prácticas de la nueva doctrina constitucional sobre la revisión fáctica en las sentencias de apelación penal", en Constitución y Garantías Penales, CGPJ, Madrid 2004.
- "El derecho penal como última ratio: principio de intervención mínima", CGPJ, (Ejemplar dedicado a: Régimen legal del juego en España), 2004.
- "Violación de secretos", en Leyes, Actos, Sentencias y Propiedad intelectual, REGAP: Revista galega de administración pública, 2004.
- "La revisión fáctica en la apelación penal: consecuencias de la nueva doctrina del Constitucional", Iuris: Actualidad y práctica del derecho, 2003.
- "Delitos contra los derechos de los extranjeros", en Extranjeros y Derecho Penal, CGPJ. 2003.
- "Una cuestión problemática en el delito fiscal: ¿Responsabilidad penal por defraudación fiscal en supuestos de ganancias ilícitas?" CGPJ, (Ejemplar dedicado a: Derecho penal económico) 2003,
- La aplicación judicial del Derecho ambiental", Actas del IV Congreso Nacional de Derecho Ambiental, 2002.
- "La víctima en las grandes catástrofes naturales: especial referencia a los casos de la colza y la presa de Tous", VI Jornadas Judiciales del Bidasoa, 2002.
- "La Segunda Instancia y la casación en el proceso penal de menores", Estudios jurídicos. Ministerio Fiscal, 2002
- "Que las armas cedan ante la toga: El Tribunal Penal Internacional", Jueces para la democracia, N.º 45, 2002
- "La reforma del proceso penal, nuevas fórmulas para la Ley de Enjuiciamiento Criminal", Iuris: Actualidad y práctica del derecho, N.º 56, 2001
- "Dudas sobre la constitucionalidad del artículo 335 del Código Penal", Derecho y medio ambiente: Revista jurídica para el desarrollo sostenible, 2000
- "Las falsedades documentales. Perspectiva jurisprudencial" CGPJ, Manuales de formación continuada, N.º 4, (Ejemplar dedicado a: Problemas específicos de la aplicación del Código penal), 2000,
- "Los delitos urbanísticos o relativos a la ordenación del territorio", CGPJ, Cuadernos de derecho judicial, N.º 10, Ejemplar dedicado a: Empresa y derecho penal (II) 1999,
- "Delitos de prostitución. Especial referencia a la prostitución con menores", CGPJ, Estudios de Derecho Judicial, N.º 21, (Ejemplar dedicado a: Delitos contra la libertad sexual) 1999
- "Complementariedad de la tutela penal y la administrativa sobre el medio ambiente. Problemas que suscita desde el punto de vista penal" CGPJ, Cuadernos de derecho judicial, N.º 11, (Ejemplar dedicado a: Las fronteras del Código penal y el derecho administrador sancionador), 1997,
- "Los derechos especiales en la ley de propiedad intelectual: el derecho de participación de los artistas en la reventa de sus obras y la remuneración compensatoria por copia privada" CGPJ, Cuadernos de derecho judicial, N.º 34, (Ejemplar dedicado a: Propiedad intelectual : aspectos civiles y penales), 1996.
- "La sanción penal de la discriminación: especial referencia a la discriminación por razón de enfermedad y al nuevo delito de discriminación en el trabajo", CGPJ, Cuadernos de derecho judicial, (Ejemplar dedicado a: Libertad ideológica y derecho a no ser discriminado), 1996.
- "El derecho fundamental a la integridad moral reconocido en el artículo 15 de la Constitución española: su tutela penal", La Ley, 1996.
- "La tutela del medio ambiente: análisis de sus novedades más relevantes", La Ley, 1996.
- "El contagio en el proyecto de Código Penal", Publicación oficial de la Sociedad Española Interdisciplinaria del SIDA, 1995.
- "Derecho de propiedad y protección del medio ambiente. La acción negatoria", 1994.

##### En la segunda etapa
- "Delitos contra las Instituciones del Estado", Centro de Estudios Jurídicos, CEJ, Madrid 2016. Publicación electrónica.
- "Registros de sistemas informáticos", CEJ, Madrid 2016. Publicación electrónica.
- "Última doctrina jurisprudencial en materia de concursos", CEJ, Madrid 2016. Publicación electrónica.
- "Corrupción urbanística y blanqueo de capitales", CEJ, Madrid 2015. Publicación electrónica.
- "El delito antecedente en el blanqueo de capitales", CEJ, Madrid 2015. Publicación electrónica.
- "Delitos relacionados con la corrupción: últimas aportaciones jurisprudenciales", en "Encuentro de la Sala de lo Penal del Tribunal Supremo con Magistrados de las Audiencias Provinciales", Cuadernos Digitales de Formación del CGPJ, Madrid 2015.
- "La doctrina del Tribunal Supremo relativa al uso de la fuerza policial", Estudio multidisciplinar de la operativa y del uso de la fuerza policial: actas del I Congreso Internacional de Evaluación Técnica y Jurídica de la Operativa Policial, Jerez, 2015.
- "Novedades legislativas en la lucha contra la piratería", Actualidad civil, 2015 (Ejemplar dedicado a: La nueva Ley de Propiedad Intelectual).
- "El sistema de penas en el Código Penal de 2012. Estudio especial de la prisión permanente revisable", CEJ Madrid 2013.

#### Como Fiscal General del Estado
Entre los publicados como Fiscal General pueden citarse:
- "La Justicia Universal en la Jurisdicción española". Persona y Derecho, núm 51, Madrid 2004.
- “The Prosecutor´s role regarding victims”, en Procuradores europeus em diálogo, Lisboa 2006.
- "Justicia penal y jurisprudencia constitucional", Persona y Derecho, núm 54, Madrid 2006.
- "El Ministerio Fiscal frente a la nueva criminalidad", Eguzkilore, San Sebastián 2006.
- "El fiscal en la Constitución europea", en Constitución Europea y Derecho Penal Económico, Madrid 2006.
- "Un órgano especial en la tutela de los derechos y libertades". Enfoques de España, Vol. 1, Madrid 2006.
- "La posición del Ministerio Fiscal sobre la seguridad vial y la prevención de los accidentes de tráfico", Estudios jurídicos, Madrid, 2006
- "El sistema de especialización orgánica y funcional del Ministerio público español", en Experiencias de innovación en los Ministerios Públicos, Venezuela 2007.
- "Urbanismo, corrupción y democracia", Madrid 2007.
- "La relevancia de la persecución del fraude económico", Revista de responsabilidad civil y seguros. Año 10, N.º 6, Buenos Aires 2008.
- "Un Ministerio Fiscal para una sociedad democrática", República Dominicana 2008.
- “Derecho y Fiscales, modernización y eficacia”, Madrid 2008.
- "Terrorismo y poder judicial", en "Terrorismo y magnicidio en la historia", Pamplona, 2008.
- “National prosecution authorities and criminal justice system: the challenges ahead”. ERA Forum, Holanda 2009.
- "Cooperación internacional contra el terrorismo”, Revista del Instituto Iberoamericano de Ministerios Públicos, Caracas 2009.
- "L´indépendance du Ministère Public en Espagne", Revista del Ministerio Público de la República Checa, Praga 2009.
- “La futura Fiscalía Europea”. Madrid 2009.
- "Presente y futuro del Ministerio Fiscal", Madrid 2010.
- "Justicia y seguridad en el siglo XXI", en "La España que necesitamos, del 20-N a 2020", Madrid 2011.
- "Les raisons et justifications d´un Ministère public européen: l´expérience espagnole" en « Quelles perspectives pour un Ministère public européen? Protéger les intérêts financiers et fondamentaux de l´Union» París 2010.Cándido Conde-Pumpido (2011)

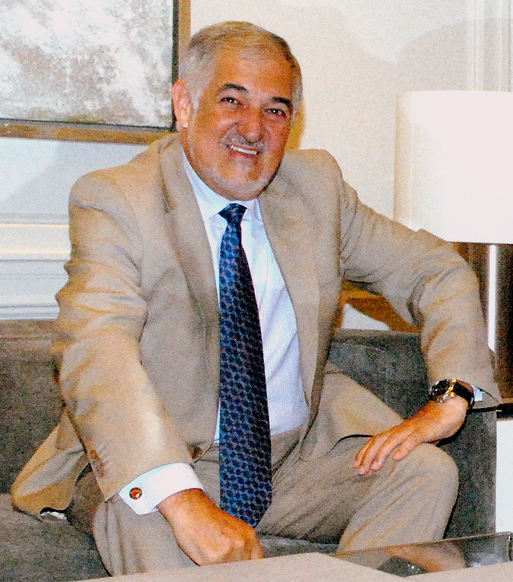
Cándido Conde-Pumpido (2011)

#### Como Magistrado del Tribunal Constitucional
Más recientemente, ya en su etapa de Magistrado del Tribunal Constitucional, pueden citarse: 
- "Artículo 49 de la Carta Europea de Derechos Fundamentales. Principio de irretroactividad de la Ley Penal. Aplicación en los casos Parot y Pikabea", en "Aplicación de la Carta de Derechos Fundamentales", IVAP, Oñate 2017.
- "Nuestros comienzos: de Justicia Democrática a Jueces para la democracia (1974 -1984)", Jueces para la democracia, N.º 90, 2017.
- "El derecho a la libertad de expresión y sus límites en la jurisprudencia del Tribunal Constitucional", en "Persuadir y razonar", Estudios Jurídicos en homenaje a José Manuel Maza Martín, 2018.
- "Administración desleal", capítulo 14 del Tratado de Derecho Penal Económico dirigido por Antonio Camacho, Valencia 2019.
- "Apropiación indebida", capítulo 15 del mismo Tratado.
- "La primacía del Derecho de la Unión ante el Juez ordinario y el Juez constitucional", en European Inklings XVII, El juez nacional en su condición de juez europeo, obra dirigida por Ricardo Alonso García y Juan Ignacio Ugartemendía Eceizabarrena, IVAP, Oñate 2019.
- “La cuestión prejudicial ante el Tribunal de Justicia de la Unión Europea en la jurisprudencia del Tribunal Constitucional español”. Estudos en Homenagen ao Conselleiro Presidente Manuel Da Costa Andrade, Tribunal Constitucional de Portugal. Coimbra. 2022.

## Distinciones
- El 26 de mayo de 2011, el presidente de la República Francesa, Nicolas Sarkozy, le concedió la Legión de Honor con el grado de Oficial. La distinción le fue impuesta el 24 de enero de 2012 por el embajador Bruno Delaye. El embajador francés indicó que, con dicha concesión, Francia quiso distinguir la contribución de Conde-Pumpido a la cooperación franco-española, especialmente en la lucha contra el terrorismo y el crimen organizado.[59]
- El 21 de junio de 2013, el Gobierno español le concedió la Gran Cruz de la Orden de San Raimundo de Peñafort, máxima condecoración en materia de Justicia, que le fue impuesta por el ministro Alberto Ruiz Gallardón el 23 de julio del mismo año en el Palacio de Parcent.[60]
- El 15 de julio de 2015 el presidente de la Junta de Galicia, Alberto Núñez Feijóo, le hizo entrega del Diploma de Gallego Ilustre que le fue concedido por la Delegación de la Junta de Galicia en Madrid, "en atención a sus méritos y reconocida labor como eminente jurista".
- En octubre de 2004 recibió, como Fiscal General del Estado, la Insignia de Oro de la Fiscalía General de la Nación de Colombia, otorgada por su titular Luis Camilo Osorio en Cartagena de Indias, con ocasión de la fundacíon de IBERred, Red Iberoamericana de cooperación jurídica internacional.
- El 18 de diciembre de 2004 fue galardonado con el premio “Aula de Paz, 2004”, concedido por la Fundación de la UNESCO, Aula de Paz Camín de Mieres.
- El 12 de marzo de 2007 fue elegido en Madrid como nuevo Cofrade de la Enxebre Orden de la Vieira.[61]
- El 11 de febrero de 2009 le fue impuesta en Zaragoza la Insignia de oro de la Facultad de Derecho de la Universidad, concedida como titular de la Fiscalía General del Estado.[62]
- El 7 de diciembre de 2011, la Asociación Iberoamericana de Ministerios Públicos, durante su XIX Asamblea celebrada en Brasília, acordó hacer constar en acta el reconocimiento de la Asociación y de todas las Fiscalías que la integran, por el esfuerzo, la dedicación y el gran compromiso del Fiscal General de España, Cándido Conde-Pumpido Tourón, durante los cuatro años dedicados a la Presidencia de la Asociación, (2007-2011).[63]
- En 2018 recibió el Premio “Balanza de oro” como miembro del Tribunal Constitucional, premio otorgado colectivamente al Tribunal por el Ilustre Colegio de Procuradores de Madrid.[64]
- En 2019 recibió el Premio “Gumersindo de Azcárate” como miembro del Tribunal Constitucional, premio otorgado colectivamente al Tribunal por el Colegio Nacional de Registradores de la Propiedad y Mercantiles.[65]
- En 2019 recibió el premio Medalla de Oro de la Asociación Mundial de Juristas otorgado con carácter colectivo a los Magistrados del Tribunal Constitucional del Reino de España en la Asamblea General de la Asociación que se celebró en Málaga, y entregado durante el acto de clausura de la Asamblea.
- En 2022 recibió la Insignia de Oro de la ciudad de Pontevedra, otorgada por la Asociación “Amigos de Pontevedra”, con ocasión de su cincuentenario, que le fue impuesta el 12 de agosto de 2022 .[66]
- En 2023 fue distinguido con el premio “Reconocimiento a la trayectoria profesional como jurista”, otorgado por el Ilustre Colegio de Procuradores de La Coruña, su ciudad natal, que le fue entregado en un acto solemne el 21 de abril.
- En septiembre de 2023 el ministro del Interior, Fernando Grande-Marlaska, le otorgó la Cruz al Mérito Policial con distintivo rojo, a título honorífico y en atención a los servicios y merecimientos que en él concurren.
- Profesor honoris causa de la Escuela Nacional del Ministerio Público de la República Dominicana (2007).[67]
- Miembro de Honor del “Círculo de Confianza” de Nueva Economía Fórum.[68]
- Miembro de Honor de “Iurisgama", Asociación de Juristas Gallegos en Madrid, (6 de febrero de 2006).[69]

| Predecesor: Jesús Cardenal           | Fiscal general del Estado 2004-2011                  | Sucesor: Eduardo Torres-Dulce    |
| Predecesor: Pedro González-Trevijano | Presidente del Tribunal Constitucional 2023-presente | Sucesor: Actualmente en el cargo |